# Juan-les-Pins

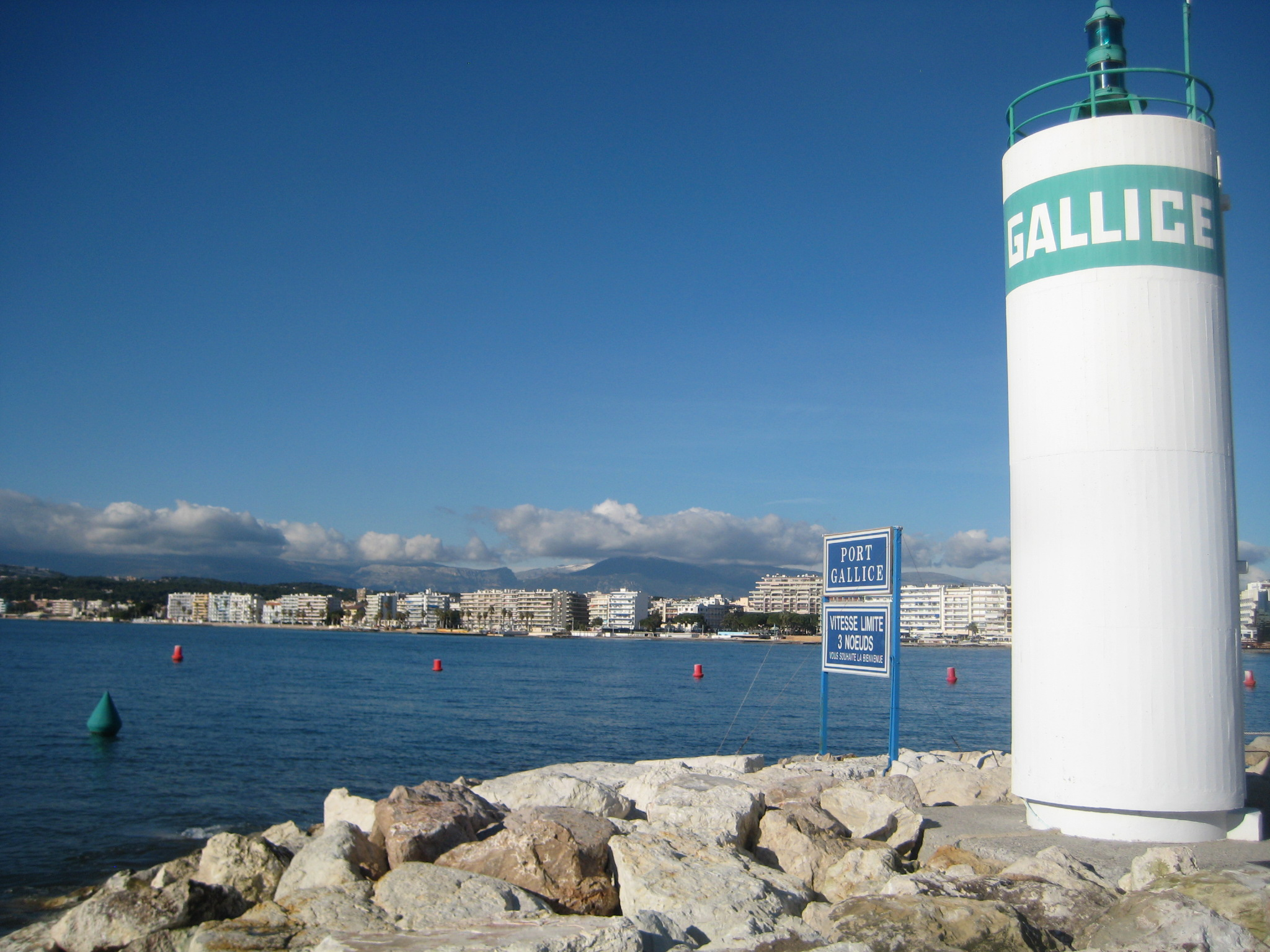
Entrée du port Gallice.

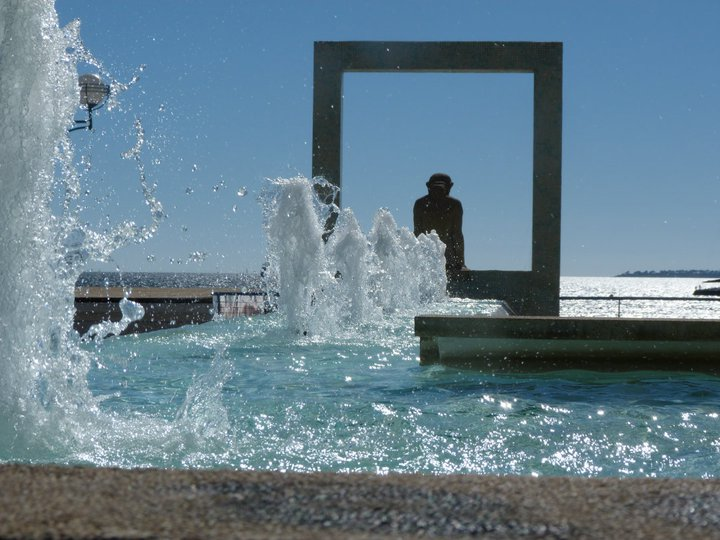
Promenade du soleil.

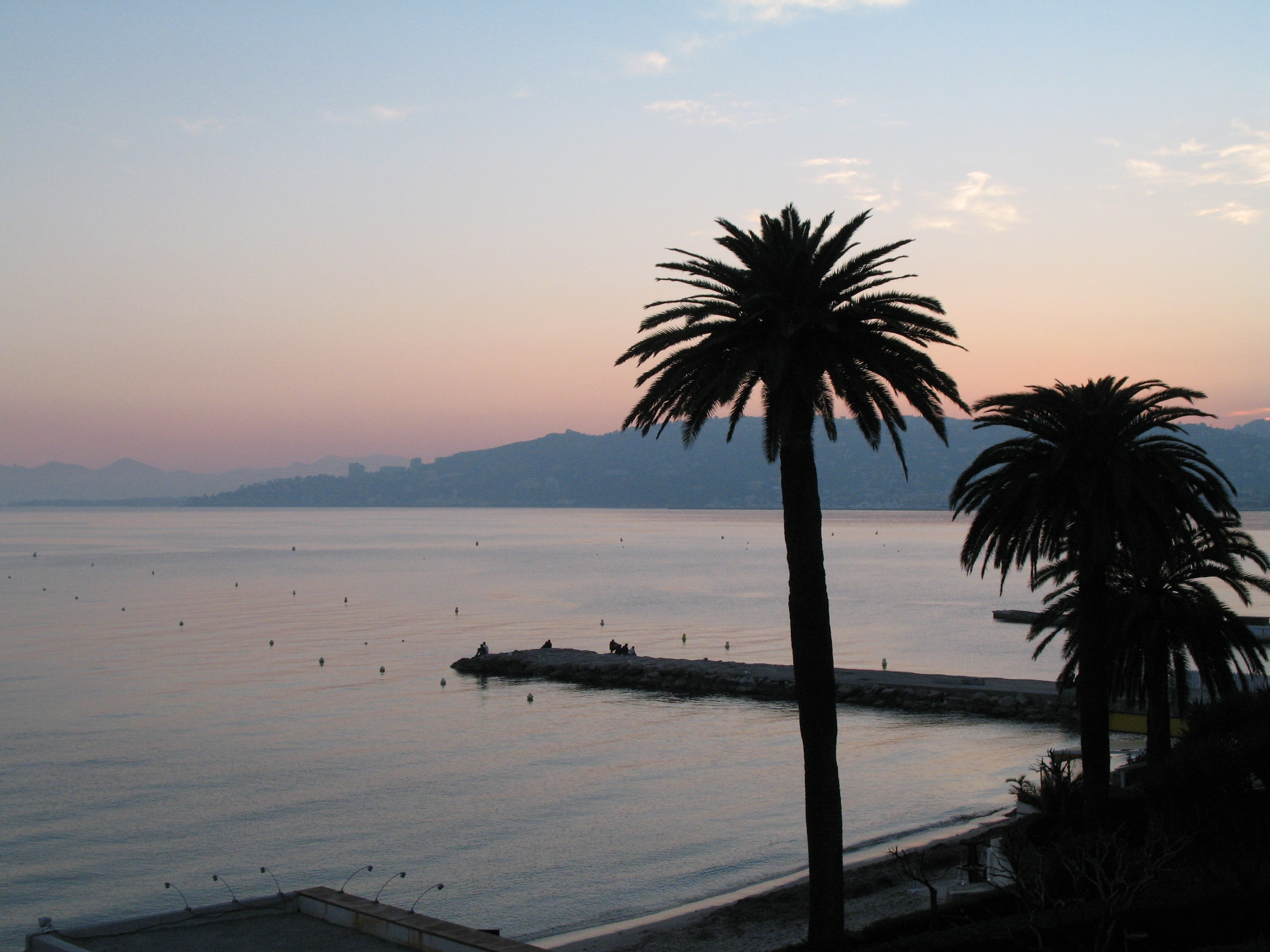
Vue sur la mer Méditerranée depuis Juan-les-Pins.

Juan-les-Pins [ʒɥɑ̃ le pɛ̃] (en occitan provençal : Joan dei Pins selon la norme classique ou Jouan dei Pin selon la norme mistralienne), aussi communément appelé Juan, est un quartier et station balnéaire d'Antibes, dans les Alpes-Maritimes en France. Elle est située au sud de la ville, à l'ouest du cap d'Antibes, au bord de la mer Méditerranée. Les habitants de Juan-les-Pins sont les Juanais et les Juanaises.
Joan, en occitan provençal, c'est le prénom français Jean. Le nom pourrait aussi lui venir d'un mot arabe Joun ou Jouan qui désigne la rade, la baie ou un golfe. Voir aussi Golfe Juan.

## Histoire
Appréciée de John Dos Passos, Ernest Hemingway et F. Scott Fitzgerald, la station balnéaire de Juan-les-Pins est créée en 1882 et s'est développée dans les années 1920 sous l'impulsion du riche Américain Frank Jay Gould et d'Édouard Baudoin. En 1925, Frank Jay Gould construit un hôtel de dix étages (Le Provençal) avec 290 chambres afin d'héberger les clients de son casino, inauguré le 25 juin 1927. Édouard Baudoin quant à lui, conseiller général des Alpes-Maritimes et l'un des promoteurs de Deauville, fait construire le casino de Juan-les-Pins ; il donne également son nom à un boulevard.
Dans le parc du casino (la Pinède) a été placé un arc formé avec les débris d'un trophée élevé pour célébrer la première victoire romaine en Gaule (154 av. J.-C.), remportée dans la plaine voisine.

## Avant-guerre
Juan-les-Pins connut des jours de gloire dans les années 1920, quand les Américains y apportèrent un certain style de vie fait de décontraction, de bains de soleil à la plage et de jazz. Le succès fut immédiat. Une partie de la jeunesse européenne en recherche d'amusement ainsi que les plus célèbres des vedettes américaines de l'époque, comme Frank Jay Gould, Zelda et F. Scott Fitzgerald ou Douglas Fairbanks, avaient l'habitude d'aller à Juan-les-Pins. C'était le début des années folles.
Durant les années 1930, l'AC Antibes organisa entre 1931 et 1938 alors en concurrence avec le rallye automobile Monte-Carlo et le critérium Paris-Nice le rallye international de régularité Paris-Antibes-Juan-les-Pins, parfois sur trois jours. Furent notamment vainqueurs en 1932 Robert Guyot sur Renault Primastella , en 1933 Quinault (l'industriel Henri Perrier), en 1934 Puinault, en 1935 Marcel Pagniez sur Ford, et 1938 le Dr Quercy sur 402 légère Peugeot, un pilote ayant participé à toutes les éditions de l'épreuve. S'y illustrèrent également plusieurs fois Norma, et surtout Cugnet.

## Festival de jazz (Jazz à Juan)
Après la Seconde Guerre mondiale, l'atmosphère exubérante de Juan-les-Pins reprit à nouveau, elle devint « La Nouvelle-Orléans européenne ». Sidney Bechet fut si impressionné par la beauté de l'endroit qu'il s'y maria en 1951, au cours d'une journée complètement folle, où orchestres dans la rue, vedettes et journalistes du monde entier se mêlaient et dansaient. Sidney Bechet y joua même pour la première fois l'air Dans les rues d'Antibes (In the Streets of Antibes), l'un de ses plus grands morceaux.

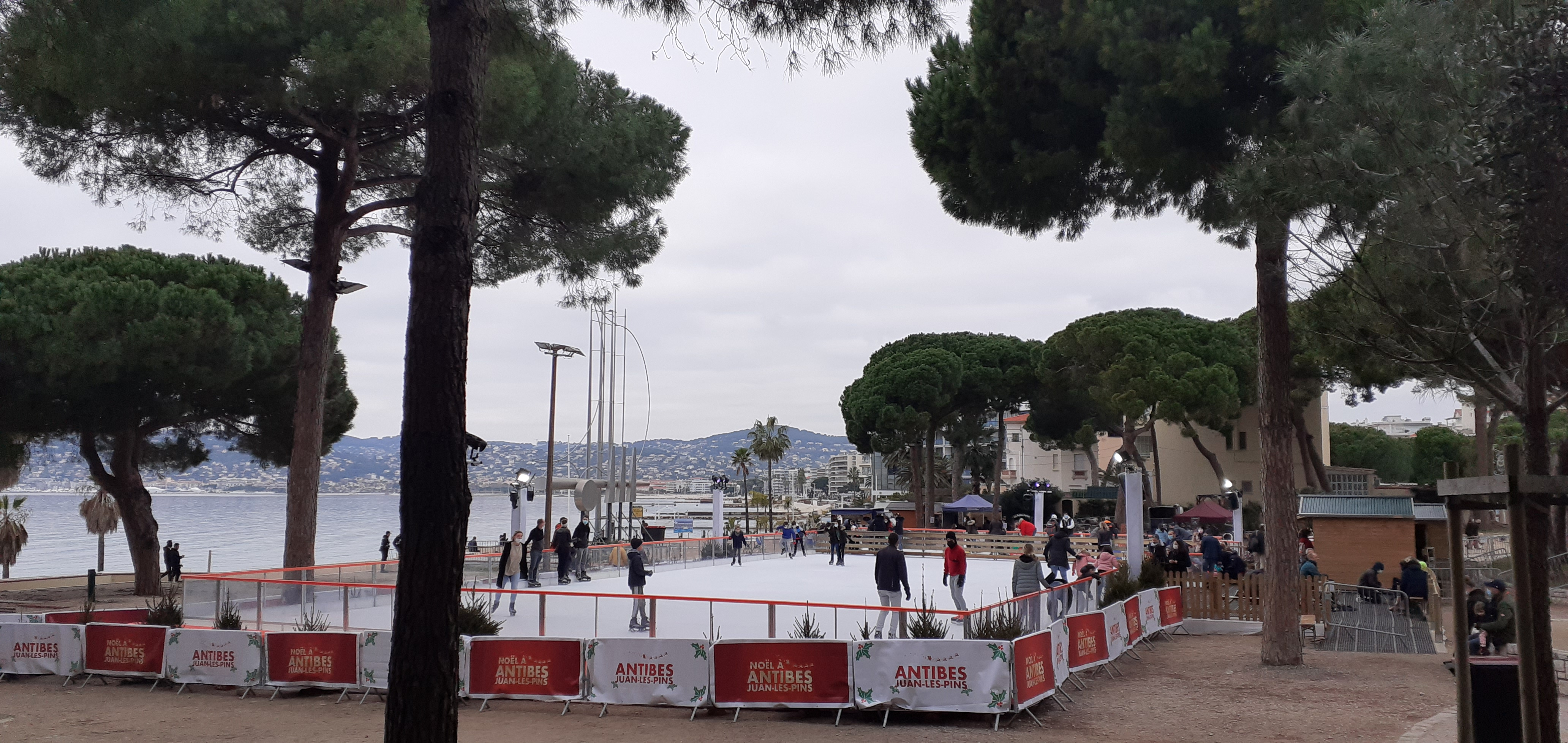
La Pinède Gould en hiver avec la patinoire.

Créé le 7 juillet 1960, le festival de Jazz d'Antibes Juan-les-Pins rassemble des artistes ou orchestres de jazz venus des quatre coins du monde. La scène, nommée « Pinède Gould », construite en plein air, accueille pendant une dizaine de jours les concerts de Jazz à Juan et en amont ou en aval du festival, d'autres spectacles (festival de reggae, musique électro, variété, humour…). Suivant l'exemple de Hollywood Bd à Los Angeles, ou du parvis du Palais des festivals à Cannes, des empreintes de 45 artistes de renommée internationale (Ray Charles, Sonny Rollins, Oscar Peterson, Roy Haynes, George Benson, Keith Jarrett, Elvin Jones, Michel Petrucciani ou encore Claude Nougaro avaient été moulées dans de la céramique de Vallauris dans les ateliers Roger Capron. Elles sont visibles, bien qu'abimées, en bordure de la pinède de Juan-les-Pins.
Depuis les années 2000, Jazz à Juan n'est plus entièrement consacré au jazz. En effet, des artistes de funk, de rock ou encore de variété internationale montent désormais sur la scène de la Pinède Gould. Ainsi, lors de l'édition de 2012 par exemple, Kool and the Gang, Charlie Winston, Richard Bona ou encore Tom Jones se sont succédé sur la scène juanaise.

## Activités nocturnes
En été, l'activité nocturne de Juan-les-Pins se concentre autour de la Pinède, du casino Partouche, du Garden Beach Hôtel et de l'avenue Guy-de-Maupassant.
Les établissements les plus célèbres sont la discothèque « New-York Club » anciennement connu sous le nom de « Whisky à Gogo » (où se sont succédé, à l'époque, comme DJs Thierry Ardisson, Nagui et Julien Lepers dans les années 1970), le bar « Le Crystal » ou encore la rhumerie, bar à cocktails et glacier « Le Pam-Pam » proposant tous les soirs d'été un spectacle de danse et de musique brésilienne.

## Édifices religieux
- Église Sainte-Jeanne-d'Arc
- Église Notre-Dame de la Pinède
- Synagogue, chemin des Sables

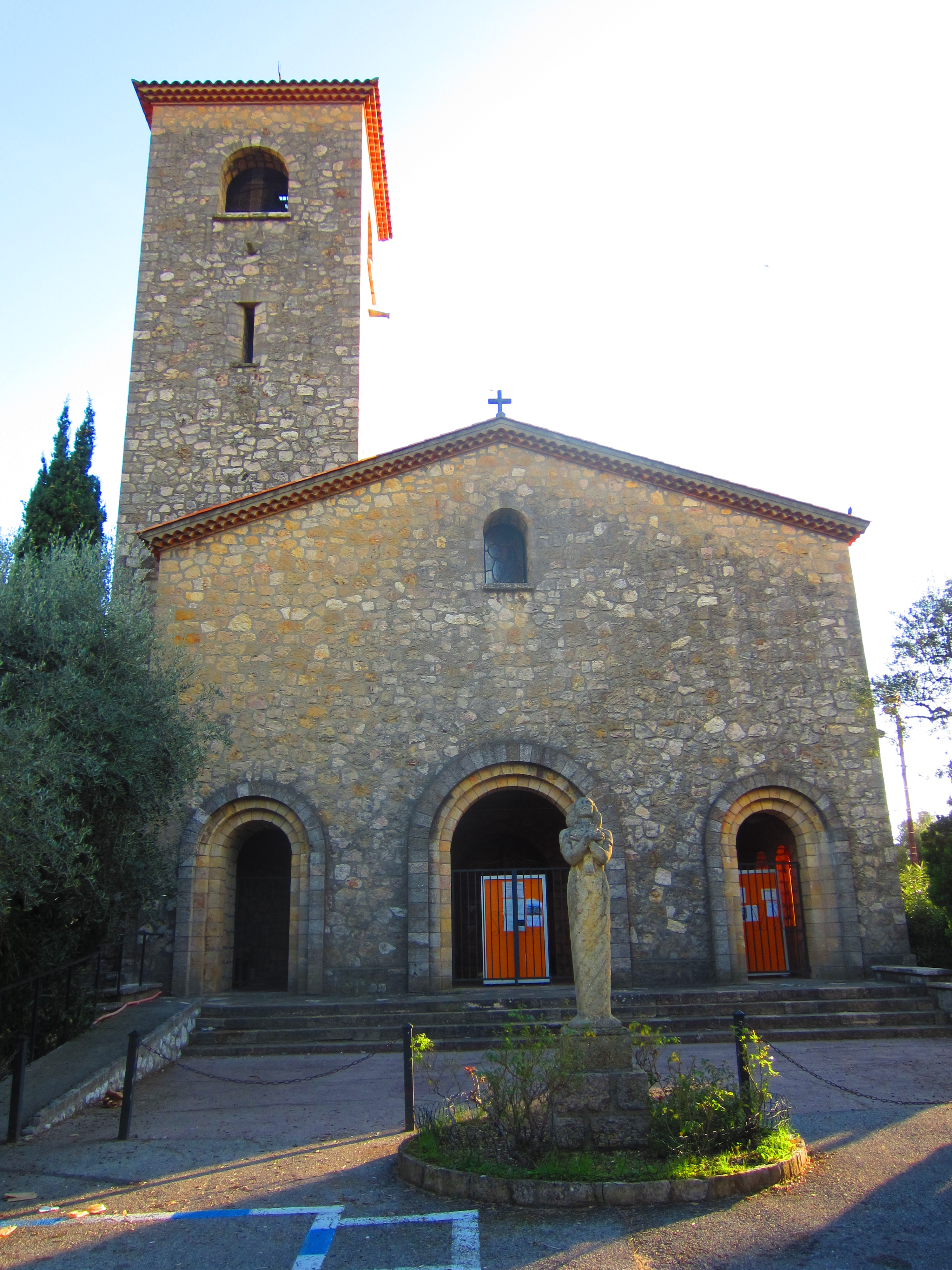
Église Sainte-Jeanne-d'Arc.
Église Notre-Dame de la Pinède.
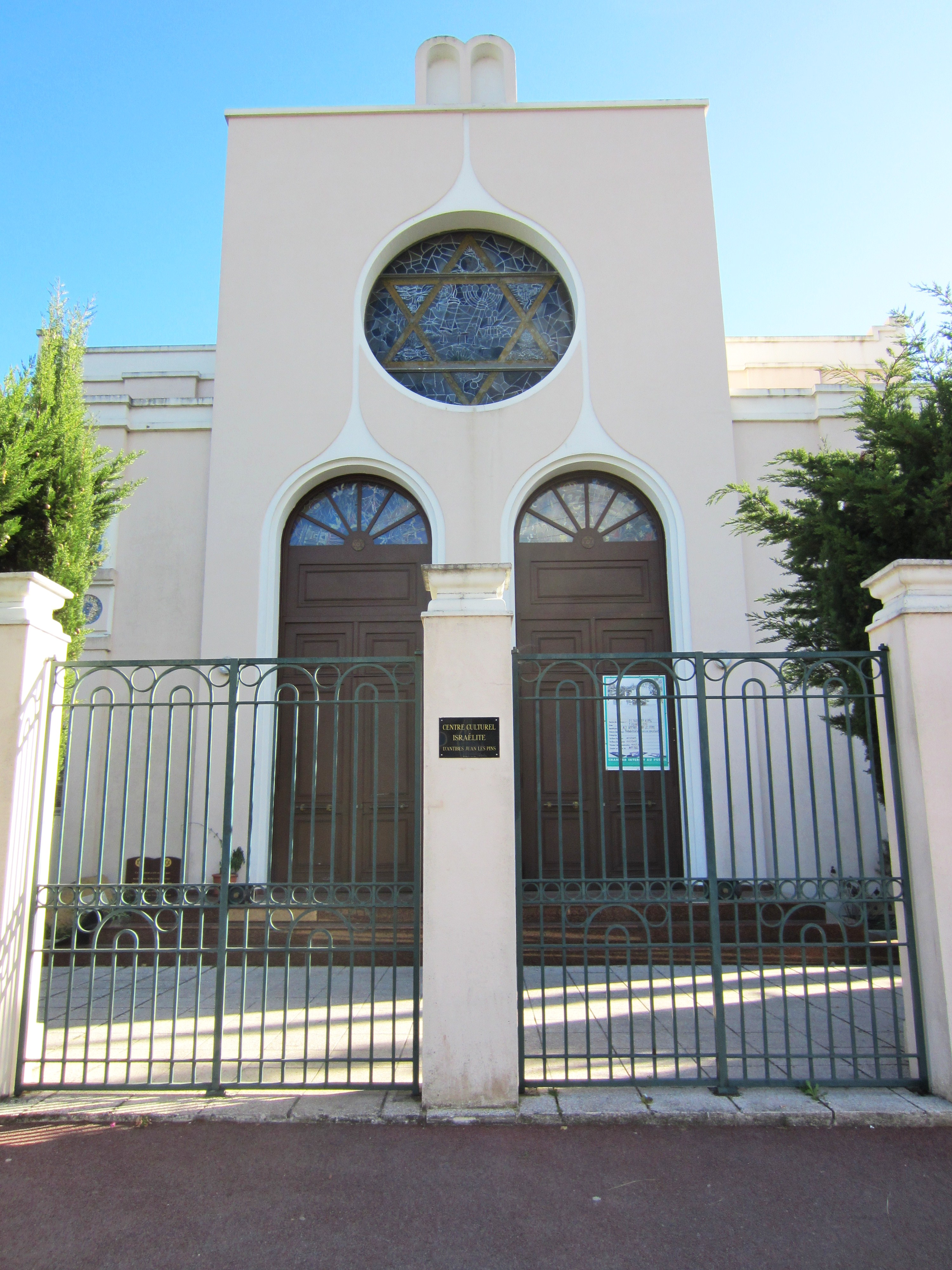
Synagogue, chemin des Sables.

## Personnalités liées à la station

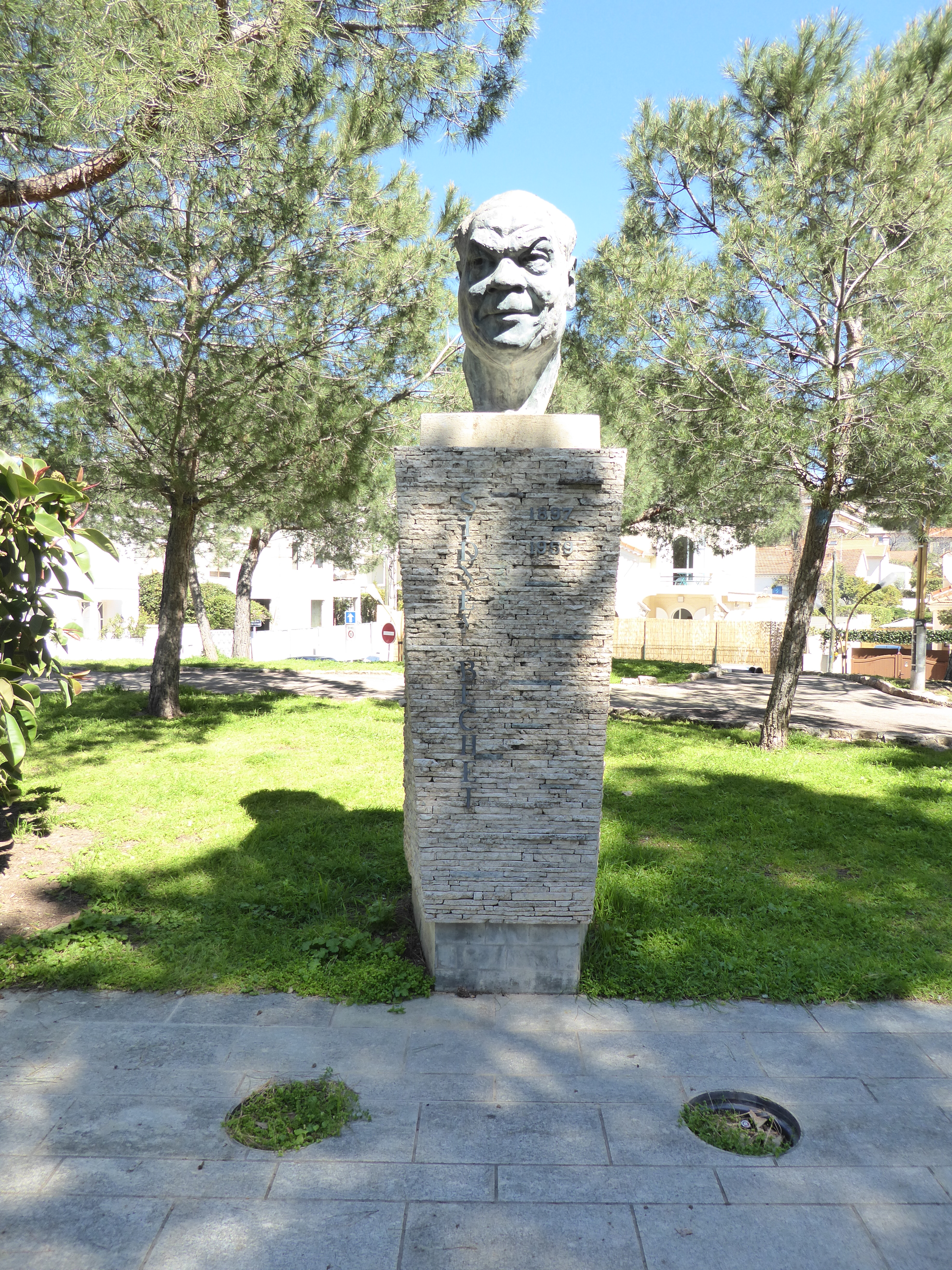
statue à S. Bechet.

- Pablo Picasso (1881-1973) : durant l'été 1924, il séjourne à la villa La Vigie à Juan-les-Pins, il fait son Carnet de dessins abstraits et peint Paul en arlequin (Paris, musée Picasso). Le 25 mars 1936, Picasso part secrètement avec Marie-Thérèse Walter et sa fille Maya pour Juan-les-Pins. Il y réalise des gouaches et des dessins sur le thème du Minotaure (thème qui l'obsède depuis la commande d'Albert Skira en 1933).
- Richard Hudnut (1855-1928), industriel américain, y est décédé.
- Sidney Bechet (1897-1959), musicien.
- Dominique Guillo, comédien.
- Lilian Harvey (1906-1968), comédienne allemande, y est décédée.
- Georges Milton (1886-1970), acteur de music-hall et de cinéma, chanteur et artiste de cirque, y est décédé en octobre 1970.
- la princesse iranienne Ashraf Pahlavi (1919-2016), possédait une villa à Juan-les-Pins (35 bd Édouard-Baudoin)[7].
- Bob Azzam (1925-2004), chanteur égyptien, compose Viens à Juan-les-Pins

## Villes jumelées
| Ville | Ville                 | Pays | Pays       | Période     |
| ----- | --------------------- | ---- | ---------- | ----------- |
|       | Aalborg               |      | Danemark   |             |
|       | Desenzano del Garda   |      | Italie     |             |
|       | dème d'Archéa Olympía |      | Grèce      |             |
|       | Eilat                 |      | Israël     |             |
|       | Kinsale               |      | Irlande    |             |
|       | La Nouvelle-Orléans   |      | États-Unis | depuis 1994 |
|       | Newport Beach         |      | États-Unis |             |
|       | Schwäbisch Gmünd      |      | Allemagne  |             |

### Avec Antibes
- Schwäbisch Gmünd (Allemagne)
- Aalborg (Danemark)
- Newport Beach (États-Unis)
- Olympie (Grèce)
- Kinsale (Irlande)
- Eilat (Israël)
- Desenzano del Garda (Italie)

### Avec Juan-les-Pins
- La Nouvelle-Orléans (États-Unis)